# Ipocalcemia
L’ipocalcemia è una condizione medica caratterizzata da bassi livelli di calcio plasmatico. Il normale intervallo di valori del calcio plasmatico totale è tipicamente compreso tra 2,1–2,6 mmol/L (8,8–10,7 mg/dL o 4,3–5,2 mEq/L). Livelli di calcio plasmatico totale inferiori a 2,1 mmol/L sono dunque definiti ipocalcemici.

## Sintomatologia
I sintomi e i segni clinici riflettono per la maggioranza disturbi nella psiche della persona, portandolo a depressione, irritabilità, psicosi, spasmi muscolari (spasmofilia), convulsioni, parestesie periferiche, aritmie, psoriasi, unghie fragili e biancastre.

## Eziologia
Si riscontra ipocalcemia quando il valore si attesta o è inferiore a 2,1 mmol/L (8,5 mg/dL) per il calcio totale e 4,64 mg/dL per il calcio ionizzato (che di solito compone poco meno della metà del calcio totale).
Nelle forme transitorie le cause sono imputabili a ustioni, sepsi, insufficienza renale acuta, ipoparatiroidismo.
Le cause che possono portare a tale situazione si riscontrano in difficoltà di assorbimento di sostanze come la vitamina D, insufficienza renale cronica, ipomagnesiemia, neoplasia maligna.
Le varie cause si dividono a seconda se il paratormone sia sufficiente, insufficiente o assente. Se il paratormone è basso e anche il calcio ionizzato lo è, si tratta di ipoparatiroidismo.
La carenza di calcio può provocare anche malassorbimento della vitamina B.

## Terapie
La terapia dipende dalla genesi. Il calcio endovenoso va riservato per le forme iperacute emergenziali e comunque non può prescindere dalla cura della causa sottostante. Ad esempio in caso di ipomagnesemia (causa più frequente in assoluto di ipocalcemia nell'adulto insieme all'insufficienza renale) l'infusione di calcio endovenoso ha un effetto temporaneo di poche ore, successivamente tutto il calcio infuso va perso con le urine, pertanto va somministrato magnesio. Nelle forme di ipoparatiroidismo la terapia è con calcitriolo.